# Gleasonia uaupensis
Gleasonia uaupensis är en måreväxtart som beskrevs av Adolpho Ducke. Gleasonia uaupensis ingår i släktet Gleasonia och familjen måreväxter. Inga underarter finns listade i Catalogue of Life.